# James McCallion
James McCallion, auch Jimmy McCallion (* 27. September 1918 in Glasgow, Schottland; † 11. Juli 1991 in Los Angeles, Kalifornien), war ein schottisch-amerikanischer Schauspieler.

## Leben
McCallion trat bereits als Kind unter dem Namen Jimmy McCallion am Broadway auf. Seine erste Rolle hatte er 1927 im Alter von neun Jahren in Yours Truly an der Seite von Errol Flynn. Es folgten weitere Broadway-Engagements wie But for the Grace of God, Roosty und Sea Dogs, nun unter seinem eigentlichen Namen, James. Daneben arbeitete er als Sprecher an der wöchentlichen Radioserie Gangbusters, die (ähnlich wie später Aktenzeichen XY … ungelöst) auf echten Kriminalfällen basierte und die Zuhörer um Mithilfe bei der Aufklärung der Taten aufrief. 1939 spielte er in mehreren Spielfilmproduktionen, danach kam seine Karriere allerdings ins Stocken. Mit Ausnahme eines Kurzauftrittes am Broadway 1948 hatte er bis 1954 keine größeren Engagements.
Unter Robert Aldrich spielte McCallion 1954 eine Nebenrolle in Vera Cruz, einem Western mit Starbesetzung, unter anderem Burt Lancaster und Gary Cooper. In der Folge wurde er zu einem gefragten Darsteller in Westernserien wie Bonanza, Maverick oder Die Leute von der Shiloh Ranch. 1955 hatte er eine Rolle in Aldrichs Film-Noir-Verfilmung von Rattennest, der zwischenzeitlich ins National Film Registry aufgenommen wurde, 1959 spielte er in Alfred Hitchcocks Der unsichtbare Dritte. McCallion war von Mitte der 1950er bis Mitte der 1970er Jahre ein vielgebuchter Gaststar zahlreicher erfolgreicher Fernsehserien, trat jedoch nur gelegentlich in Spielfilmen auf, darunter Coogan’s großer Bluff mit Clint Eastwood und Das Nervenbündel mit Jack Lemmon.
Zwischen 1960 und 1962 hatte er eine feste Rolle in der Serie Vilma und King über das Mädchen Vilma, das davon träumt, mit ihrem Pferd am berühmtesten Hindernisrennen der Welt teilzunehmen, das auf dem Spielfilm National Velvet mit Elizabeth Taylor basiert. McCallion übernahm die Rolle des Mi Taylor, der im Film von 1944 von Mickey Rooney dargestellt worden war.

## Filmografie (Auswahl)
Filme
- 1939: The Man Who Dared
- 1954: Vera Cruz
- 1955: Geheimring 99 (The Big Combo)
- 1955: Rattennest (Kiss Me Deadly)
- 1955: Schakale der Unterwelt (Illegal)
- 1959: Der unsichtbare Dritte (North by Northwest)
- 1968: Coogans großer Bluff (Coogan’s Bluff)

Fernsehserien
(jeweils eine Folge, wenn nicht anders angegeben)
- 1956, 1957: Alfred Hitchcock präsentiert (Alfred Hitchcock Presents) (2 Folgen)
- 1957, 1965: Perry Mason (2 Folgen)
- 1959: Twilight Zone (The Twilight Zone)
- 1960: Kein Fall für FBI (The Detectives)
- 1965–1967: Auf der Flucht (The Fugitive) (3 Folgen)
- 1966: Die Leute von der Shiloh Ranch (The Virginian)
- 1966–1971: FBI The F.B.I. (5 Folgen)
- 1967: Invasion von der Wega (The Invaders)
- 1956, 1968, 1972: Rauchende Colts (Gunsmoke) (3 Folgen)
- 1969, 1972: Kobra, übernehmen Sie (Mission: Impossible) (2 Folgen)
- 1970: Bonanza
- 1969–1971: Mannix (3 Folgen)
- 1971: Cannon (4 Folgen)
- 1973, 1975: Barnaby Jones (3 Folgen)
- 1974: Der Chef (Ironside) (5 Folgen)
- 1973–1976: Die Straßen von San Francisco (The Streets of San Francisco) (2 Folgen)